# Classe Bucentaure
La classe Bucentaure est une classe de navires de ligne français de 80 canons construits à partir de 1802, selon les plans de l'ingénieur naval Jacques-Noël Sané, surnommé le « Vauban de la marine ». Au moins 29 sont commandés mais seulement 21 navires sont lancés. Ils sont un développement de l'ancienne classe Tonnant du même Sané.

## Armement
Tels qu'ils sont construits, les deux premiers navires de cette classe portaient le même armement de 80 canons que leurs prédécesseurs de la classe Tonnant, soit trente canons de 36 livres sur le pont inférieur, trente-deux canons de 24 livres sur le pont supérieur et dix-huit canons de 12 livres, plus six obusiers de 36 livres sur le pont d'espar au-dessus.
En vertu du règlement de 1806, l'artillerie du pont d'espar est modifiée à quatorze canons de 12 livres plus dix carronades de 36 livres. Par la suite, des caronades supplémentaires de 36 livres sont mis sur la plupart des navires ultérieurs de la classe, faisant des navires de 86 canons (avec parfois des variations dans les nombres réels).

## Navires de la classe

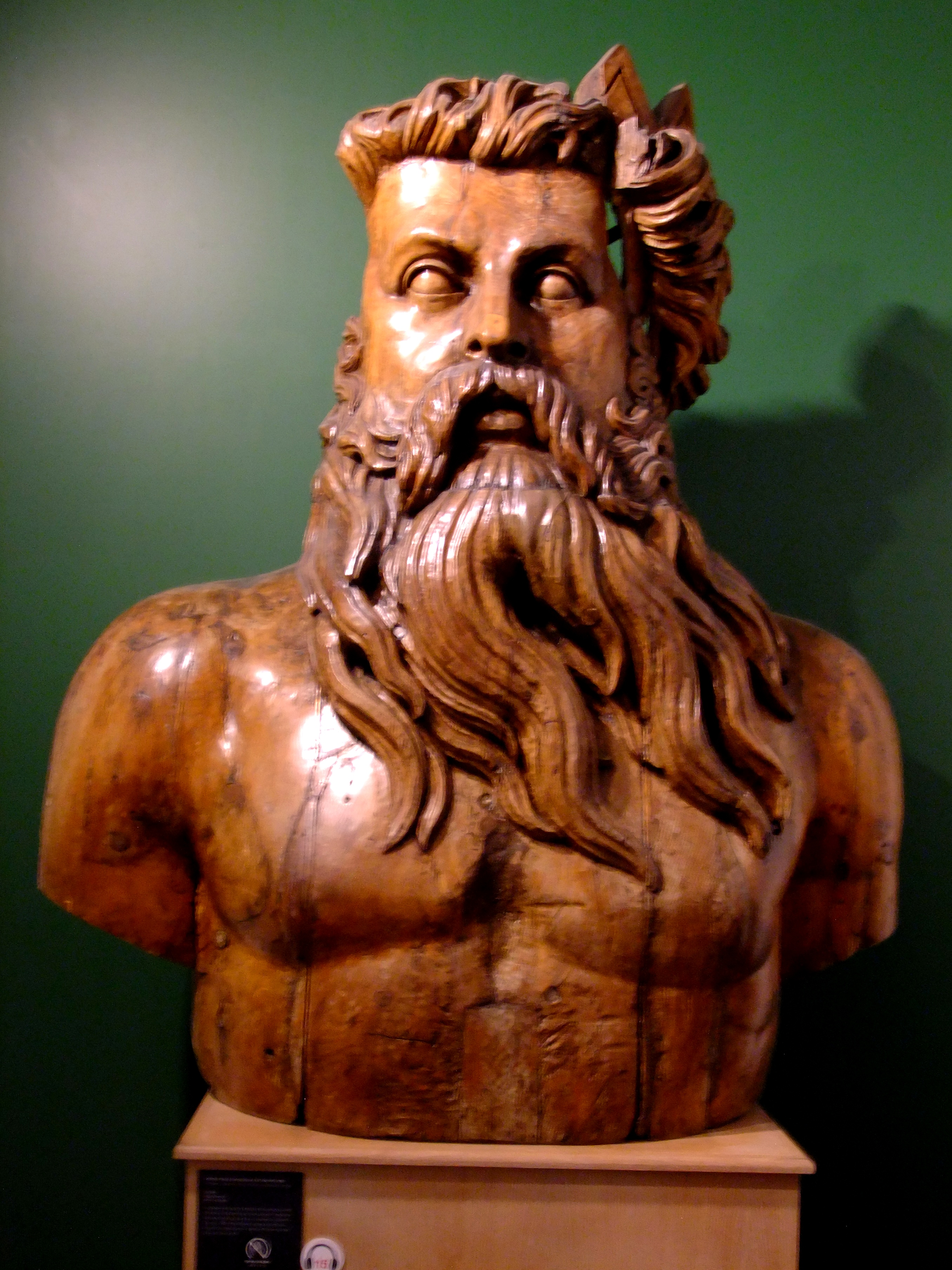
Figure de proue du Neptune 1818-1868.

- Bucentaure

Chantier : Toulon
Commandé : le 16 septembre 1802
Début : 22 novembre 1802
Lancé : le 13 juillet 1803
Achevé : en janvier 1804
Destin : capturé par la Royal Navy le 21 octobre 1805 à la suite de Trafalgar. A été brièvement repris mais a ensuite fait naufrage le 23 octobre 1805.
- Neptune

Chantier : Toulon
Commandé : le 16 septembre 1802
Début : 4 janvier 1803
Lancé : le 15 août 1803
Achevé : en avril 1804
Destin : capturé par la marine royale espagnole en juin 1808, rebaptisé Neptuno, supprimé en 1820.
- Robuste

Chantier : Toulon
Commandé : le 26 mars 1805
Début : mai 1805
Lancé : le 30 octobre 1806
Terminé : en mai 1807
Destin : sabordé et incendié le 26 octobre 1809.
- Ville de Varsovie

Chantier : Rochefort
Commandé : le 30 avril 1804
Commencé le 22 mars 1805 sous le nom de Tonnant, rebaptisé le 14 mai 1807
Lancé : le 10 mai 1808
Achevé : le juillet 1808
Destin : capturé et incendié par les Britanniques en avril 1809.
- Donawerth

Chantier : Toulon
Commandé: le 11 août 1806
Début : décembre 1806
Lancé : le 4 juillet 1808
Achevé : en octobre 1808
Destin : détruit en 1825.
- Eylau

Chantier : Lorient
Début : septembre 1805
Lancé : le 19 novembre 1808
Terminé : en mai 1809
Destin : condamné en 1829 et démantelé.
- Friedland

Chantier : Anvers
Début : juillet 1807
Lancé : le 2 mai 1810
Terminé : en mai 1811
Destin : remis aux Pays-Bas le 1er août 1814 et rebaptisé Vlaming (Flamand en français). Démoli en 1823.
- Sceptre

Chantier : Toulon
Commandé : le 26 décembre 1808
Début : mars 1809
Lancé : le 15 août 1810
Achevé : en mars 1811
Destin : condamné en 1828 et transformé en ponton.
- Tilsitt

Chantier : Anvers
Début : septembre 1807
Lancé : le 15 août 1810
Terminé : en mai 1811
Destin : remis aux Pays-Bas le 1er août 1814 et rebaptisé Neptunus. Condamné et démantelé en 1818.
- Auguste

Chantier : Anvers
Début : octobre 1807
Lancé : le 25 avril 1811
Achevé : en juillet 1811
Destin : remis aux Pays-Bas le 1er août 1814 mais revient en France en septembre et est rebaptisé Illustre. Condamné et démantelé en 1827.
- Pacificateur

Chantier : Anvers
Début : septembre 1807
Lancé : le 22 mai 1811
Achevé : en août 1811
Sort : condamné en 1823.
- Illustre

Chantier : Anvers
Début : août 1807
Lancé : le 9 juin 1811
Achevé : en octobre 1811
Destin : remis aux Pays-Bas le 1er août 1814 et rebaptisé Prins van Oranje. Vendu en 1825 et démantelé.
- Diadème

Chantier : Lorient
Début : novembre 1807
Lancé : le 1er décembre 1811
Achevé : en mars 1812
Destin : condamné en 1856 et démantelé en 1868.
- Conquérant

Chantier : Anvers
Début : décembre 1808
Lancé : le 27 avril 1812
Achevé : en septembre 1812
Sort : condamné en 1831.
- Duquesne ex-Zélandais

Chantier : Cherbourg
Début : octobre 1810
Lancé : le 12 octobre 1813
Achevé : en mars 1814
Destin : condamné en 1836 et encombré. Démoli en 1858.
- Magnifique

Chantier : Lorient
Début : décembre 1809
Lancé : le 29 octobre 1814
Terminé : en novembre 1814
Sort : condamné en 1837.
- Centaure

Chantier : Cherbourg
Début : novembre 1811
Lancé : le 8 janvier 1818
Achevé : en avril 1818
Destin : rebaptisé Santi Pietri en octobre 1823. Transformé en ponton en 1849, brûlé par accident 1862.
- Neptune (deuxième du nom)

Chantier : Lorient
Début : décembre 1810
Lancé : le 21 mars 1818
Achevé : en juin 1818
Destin: transformé en ponton en 1858, démantelé en 1868.
- Algésiras

Chantier : Lorient
Début : avril 1812
Lancé : le 21 août 1823
Achevé : en avril 1824
Destin: transformé en ponton en 1846.
- Jupiter

Chantier : Cherbourg
Début : novembre 1811
Lancé : le 22 octobre 1831
Achevé : en septembre 1833
Sort : transformé en ponton en 1863.
- Vésuve

Chantier : Castellammare di Stabia
Début : août 1812
Lancé : le 2 décembre 1824
Terminé : en 1825
Destin : non lancé en tant que navire de guerre français ; devient navire napolitain en décembre 1813.
Aucun autre navire de cette classe ne sera achevé. Les vaisseaux ci-dessous sont commencés à Anvers, mais lors de leur reprise en 1814 par les Pays-Bas, ils seront démolis en cours de construction.
- Mars

Début : avril 1811
- Alexandre

Début : juin 1811
- Tibre

Début : juin 1811
- Atlas

Début : septembre 1811
- Fougueux

Début : juillet 1812
Un autre navire selon les mêmes plans de Sané est lancé sous le nom de Saturno en mai 1812 à Venise. Il est rebaptisé Emo par les Autrichiens après leur prise de cette ville, mais est démantelé pendant sa construction en 1818–19. Un deuxième navire est commandé à Venise en 1813, mais la quille ne sera jamais posée. Enfin, un autre navire de cette classe est commandé en 1812 à Rochefort, mais aucun nom lui sera assigné et sa construction ne sera pas engagée.